# Полхов Градец
Полхов Градец (словен. Polhov Gradec) је град и управно средиште општине Доброва - Полхов Градец, која припада Средњесловенској регији у Републици Словенији.
По попису становништва из 2011. године, насеље Полхов Градец имало је 617 становника.